# Liste der Bodendenkmale in Kettenkamp
In der Liste der Bodendenkmale in Kettenkamp sind die Bodendenkmale der niedersächsischen Gemeinde Kettenkamp aufgeführt. Die Quelle ist der Denkmalatlas Niedersachsen.
- Bitte beachten Sie, dass diese Liste keinen Anspruch auf Vollständigkeit erhebt.
- Die Angaben ersetzen nicht die rechtsverbindliche Auskunft der zuständigen Denkmalschutzbehörde.
- Es sind nur Daten aus dem Denkmalatlas verarbeitet.
- Der Stand der Liste ist der 9. Mai 2025.

Kettenkamp im Landkreis Osnabrück

## Allgemein
In den Spalten finden sich folgende Informationen des Bodendenkmales:
| Lage         | geographische Koordinaten                                                           |
| Bezeichnung  | Bezeichnung lt. Denkmalatlas                                                        |
| Beschreibung | Beschreibung lt. Denkmalatlas                                                       |
| ID           | Objekt-ID                                                                           |
| Bild         | Bild, ggf. zusätzlich mit Link zu weiteren Fotos im Medienarchiv Wikimedia Commons. |

## Kettenkamp
| Lage                        | Bezeichnung              | Beschreibung                                                          | ID       | Bild |
| --------------------------- | ------------------------ | --------------------------------------------------------------------- | -------- | ---- |
| 52° 34′ 24″ N, 7° 50′ 53″ O | Kettenkamp 2, Grabhügel  | Durchmesser ca. 15 m und Höhe ca. 0,7 m. Rund. Rand schwach abgesetzt | 28949266 | BW   |
| 52° 35′ 1″ N, 7° 49′ 28″ O  | Kettenkamp 10, Grabhügel | Durchmesser ca. 11 m und Höhe ca. 0,6 m. Fast rund. Rand abgesetzt.   | 28949561 | BW   |